# حادثه ساکورادامون (۱۸۶۰)

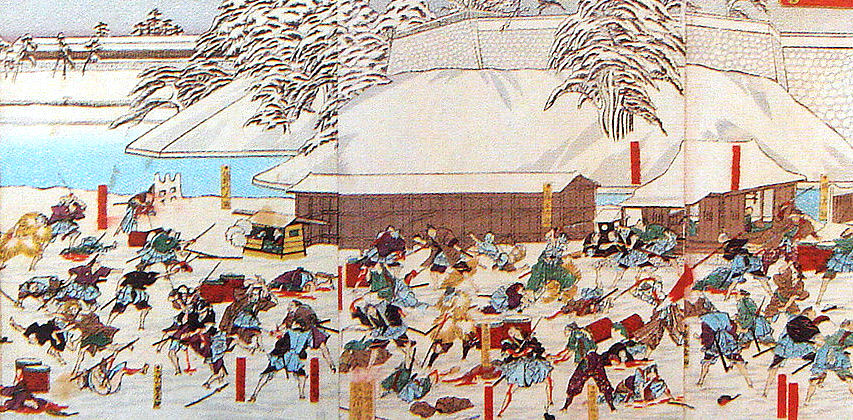
تصویری نقاشی شده از حادثه ساکورادامون

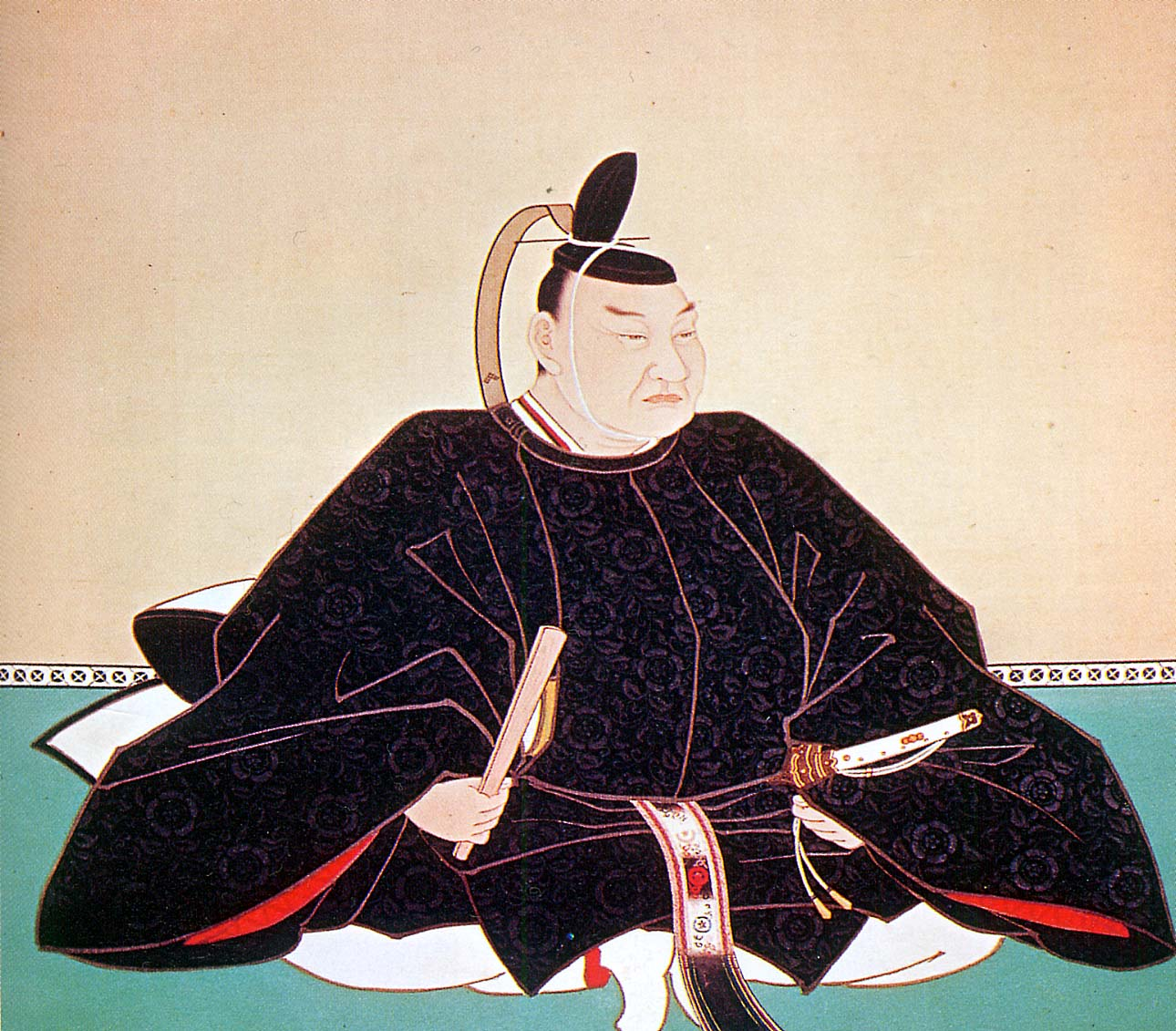
ای نائوسوکه

حادثه ساکورادامون (به ژاپنی: 桜田門の変 Sakuradamon no Hen) به حادثه ترور ای نائوسوکه ۱۸۱۵–۱۸۶۰) در ۲۴ مارس سال ۱۸۶۰ توسط رونین‌ها و سامورایی‌های قلمروی میتو در بیرون از دروازه ساکورادا در قلعه ادو اشاره دارد. ای نائوسوکه مهمترین و تأثیرگذارترین مشاور شوگون بود. ای نائوسوکه یکی از دو دایمیویی بود در سال ۱۸۳۵ در پاسخ استعلام شوگون سالاری از سیاست ترک انزوای ژاپن (ساکوکو) هواداری کرده بود.

## زمینه
در سال ۱۸۵۸ پس از مرگ شوگون سیزدهم توکوگاوا ایه‌سادا و نامشخص بودن موضوع جانشینی او، روجو (مشاوران عالی یا هیئت حاکم) و دایمیوهای فودای به رهبری ای نائوسوکه هوادار جانشینی توکوگاوا یوشیتومی امیر و ارباب ولایت کی بودند، اما بخش دیگری از دایمیوها خواستار جانشینی توکوگاوا یوشینوبو (کِی‌کی هم نامیده می‌شود) از قلمروی میتو بودند. یوشینوبو پسر توکوگاوا ناری‌آکی از خاندان هیتوتسوباشی توکوگاوا بود. ناری‌آکی که طرفدار شوگونی پسرش بود در صدد جلب حمایت دربار برآمد و به این ترتیب وارد جریانی شد که مسئله داخلی شوگون‌سالاری بود. ای نائوسوکه در مقام مشاور اعظم یا «تای رو» به رهبری سیاسی شوگون‌سالاری گماشته شد تا دسته‌بندی را از میان بردارد.
ای نائوسوکه که طرفدار پایان انزوای ژاپن بود در ۲۹ ژوئیه ۱۸۵۸ بدون توجه به منع امپراتور کومی و اعتراض جناح مخالف دستور امضای پیمان تجاری با آمریکا را داد و در طی چند ماه آتی قراردادهایی نیز با چهار کشور روسیه، هلند، انگلیس و فرانسه امضا شد و بیش از دو قرن انزوای ژاپن پایان یافت.

## قلع و قمع مخالفان
ای نائوسوکه برای از میان بردن جبهه بندی در ادو و مخالفت در کیوتو چند نفر از مقام‌های شوگون سالاری را که با او مخالفت داشتند را برکنار کرد. او هوتا ماسایوشی و یکی دیگر از اعضای شورای عالی را از کار برداشت و گناه عقد پیمان با آمریکا را به گردن آنها انداخت. ناری‌آکی و پسرش توکوگاوا یوشینوبو را نیز در خانه‌هایشان حبس کرد. چندین دایمیو (ارباب) از جمله اربابان قلمروی اُواری، قلمروی توسا و قلمروی ساتسوما را بازداشت کرد و منتقدان تندروی شوگون سالاری یوشیدا شواین و هاشیموتو سانای را اعدام کرد. این تصفیه مخالفان تصفیه آنسی نام گرفت. آرامش ظاهری برای مدتی برقرار شد و مخالفان به فعالیت پنهانی واداشته شدند اما تلاش‌هایی که برای بهبود اوضاع اقتصادی انجام می‌شد بیهوده بود.

## ترور
با ورود دیپلمات‌ها به ادو و آغاز اقامت خارجی‌ها در یوکوهاما احساسات ضد خارجی با تمایلات شدید مخالف شوگون‌سالاری (باکوفو) در هم آمیخت و به بهای جان ای نائوسوکه تمام شد. در ماه مارس ۱۸۶۰ گروهی از مردان سامورایی قلمروی میتو ناراضی از رفتار او با اربابشان و ناخشنود از سیاست خارجی او، ای نائوسوکه را در طی حادثه ساکورادامون (۱۸۶۰) در یکی از دروازه‌های قلعه ادو کشتند. قتل او ضربه سختی به نظام باکوفو و روحیه دولتمردان آن زد. مرگ او پایان استبداد حکومت شوگون بود و باکوفو دیکتاتوری را که با بی رحمی و خشونت خود توانسته بود حکومت شوگون سالاری را بر پا نگه دارد از دست داد.
با این وجود شماری از نویسندگان تصمیم ای نائوسوکه را در گشودن دروازه‌های ژاپن ستایش کردند به سبب اینکه این امر در ده سال آینده گرایش‌ها و سیاست‌هایی بار آورد که در جریان تحول ژاپن اهمیت حیاتی داشت.